# Coulommiers (Seine-et-Marne)
Pour les articles homonymes, voir Coulommiers.
Coulommiers (prononcé /ku.lɔ.ˈmje/)  est une commune française située dans le département de Seine-et-Marne en région Île-de-France.
C'est la ville d'origine du célèbre fromage coulant, le Coulommiers.

## Géographie

### Localisation
Localisé au cœur de la Brie et sur les bords du Grand Morin, Coulommiers est située à 60 kilomètres à l'est de Paris, à 20 kilomètres de l'autoroute A4 et de la ville nouvelle de Marne-la-Vallée (Disneyland Paris, Val d'Europe) et à 35 kilomètres de l'autoroute A5.
La commune se trouve dans l'aire d'attraction de Paris et est la ville centre de son unité urbaine, de sa zone d'emploi et de son bassin de vie.

### Communes limitrophes
Les communes limitrophes sont Aulnoy, Boissy-le-Châtel, Chailly-en-Brie, Mouroux et Beautheil-Saints.
| Mouroux          | Aulnoy           | Boissy-le-Châtel |
|                  | Coulommiers      |                  |
| Beautheil-Saints | Beautheil-Saints | Chailly-en-Brie  |

### Hydrographie

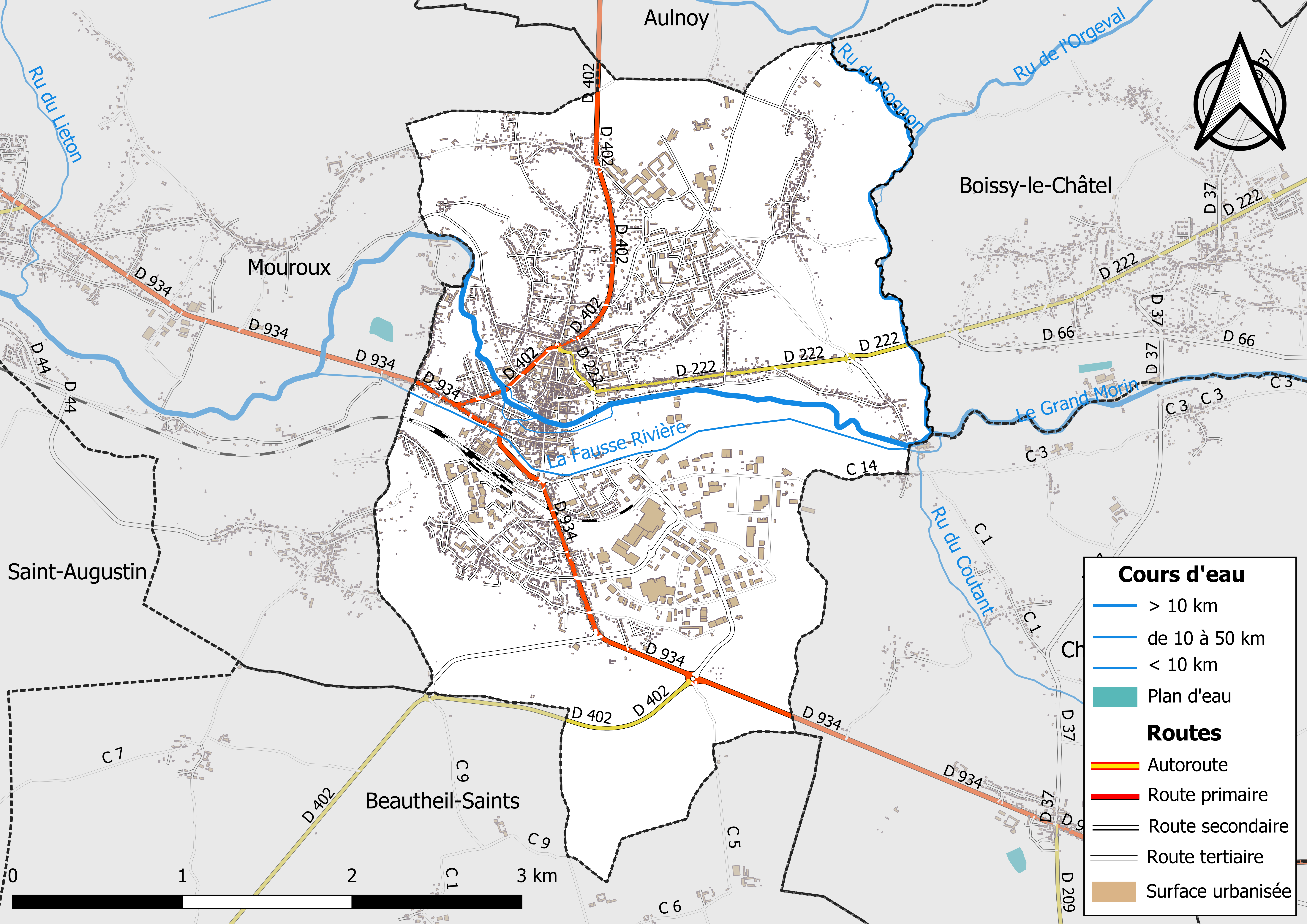
Carte des réseaux hydrographique et routier de Coulommiers.

Le système hydrographique de la commune se compose de huit cours d'eau référencés :
- la rivière le Grand Morin, longue de 118,16 km[1], affluent en rive gauche de la Marne, ainsi que :
  - un bras[2] de 0,34 km[3] ;
  - un bras[2] de 0,33 km[4] ;
  - un bras[2] de 0,38 km[5] ;
  - la Fausse Rivière, canal de 4,04 km[6], affluent du Grand Morin ;
  - le ru d'Orgeval ou rivière des Avenelles, long de 12,81 km[7], affluent du Grand Morin ;
    - le ru du Rognon, long de 13,15 km[8], affluent de l'Orgeval, ainsi que :
      - un bras[2] de 0,17 km[9].

La longueur totale des cours d'eau sur la commune est de 10,44 km.

### Climat
Pour des articles plus généraux, voir Climat de l'Île-de-France et Climat de Seine-et-Marne.
En 2010, le climat de la commune est de type climat océanique dégradé des plaines du Centre et du Nord, selon une étude du CNRS s'appuyant sur une série de données couvrant la période 1971-2000. En 2020, Météo-France publie une typologie des climats de la France métropolitaine dans laquelle la commune est exposée à un climat océanique altéré et est dans la région climatique Nord-est du bassin Parisien, caractérisée par un ensoleillement médiocre, une pluviométrie moyenne régulièrement répartie au cours de l’année et un hiver froid (3 °C).
Pour la période 1971-2000, la température annuelle moyenne est de 10,6 °C, avec une amplitude thermique annuelle de 15,2 °C. Le cumul annuel moyen de précipitations est de 734 mm, avec 11,9 jours de précipitations en janvier et 8 jours en juillet. Pour la période 1991-2020, la température moyenne annuelle observée sur la station météorologique la plus proche, située sur la commune de Mouroux à 3 km à vol d'oiseau, est de 11,3 °C et le cumul annuel moyen de précipitations est de 721,3 mm,. Pour l'avenir, les paramètres climatiques de la commune estimés pour 2050 selon différents scénarios d'émission de gaz à effet de serre sont consultables sur un site dédié publié par Météo-France en novembre 2022.
| Mois                                  | jan.            | fév.           | mars           | avril         | mai           | juin         | jui.          | août          | sep.          | oct.            | nov.            | déc.             | année      |
| ------------------------------------- | --------------- | -------------- | -------------- | ------------- | ------------- | ------------ | ------------- | ------------- | ------------- | --------------- | --------------- | ---------------- | ---------- |
| Température minimale moyenne (°C)     | 1,3             | 1,6            | 3,5            | 5,7           | 9,2           | 12,1         | 13,6          | 13,5          | 10,6          | 8,1             | 4,5             | 2,1              | 7,1        |
| Température moyenne (°C)              | 3,7             | 4,6            | 7,5            | 10,6          | 14,2          | 17,3         | 19,3          | 19,2          | 15,9          | 12              | 7,2             | 4,4              | 11,3       |
| Température maximale moyenne (°C)     | 6               | 7,7            | 11,5           | 15,6          | 19,1          | 22,4         | 25            | 25            | 21,1          | 15,8            | 9,9             | 6,7              | 15,5       |
| Record de froid (°C) date du record   | −14,4 07.01.09  | −11,8 04.02.12 | −10,1 13.03.13 | −3,9 08.04.03 | 0,4 24.05.13  | 3,3 04.06.01 | 6,1 04.07.08  | 4,7 26.08.18  | 2,3 25.09.02  | −3,7 29.10.1997 | −9,4 24.11.1998 | −11,4 31.12.1996 | −14,4 2009 |
| Record de chaleur (°C) date du record | 15,5 05.01.1999 | 18,8 24.02.21  | 24,8 31.03.21  | 28,5 20.04.18 | 31,2 28.05.17 | 36 27.06.11  | 41,1 25.07.19 | 38,9 12.08.03 | 34,8 09.09.23 | 27,8 01.10.11   | 22,1 07.11.15   | 16,4 07.12.00    | 41,1 2019  |
| Précipitations (mm)                   | 57,9            | 55,9           | 52,6           | 44,6          | 62,4          | 61,2         | 61,9          | 63,3          | 50,6          | 65,8            | 65,3            | 79,8             | 721,3      |

### Milieux naturels et biodiversité
Aucun espace naturel présentant un intérêt patrimonial n'est recensé en 2021 sur la commune dans l'inventaire national du patrimoine naturel,,.

## Urbanisme

### Typologie
Au 1er janvier 2024, Coulommiers est catégorisée centre urbain intermédiaire, selon la nouvelle grille communale de densité à sept niveaux définie par l'Insee en 2022.
Elle appartient à l'unité urbaine de Coulommiers, une agglomération intra-départementale regroupant six communes, dont elle est ville-centre,,.
Par ailleurs la commune fait partie de l'aire d'attraction de Paris, dont elle est une commune de la couronne,. Cette aire regroupe 1 929 communes,.

### Occupation des sols

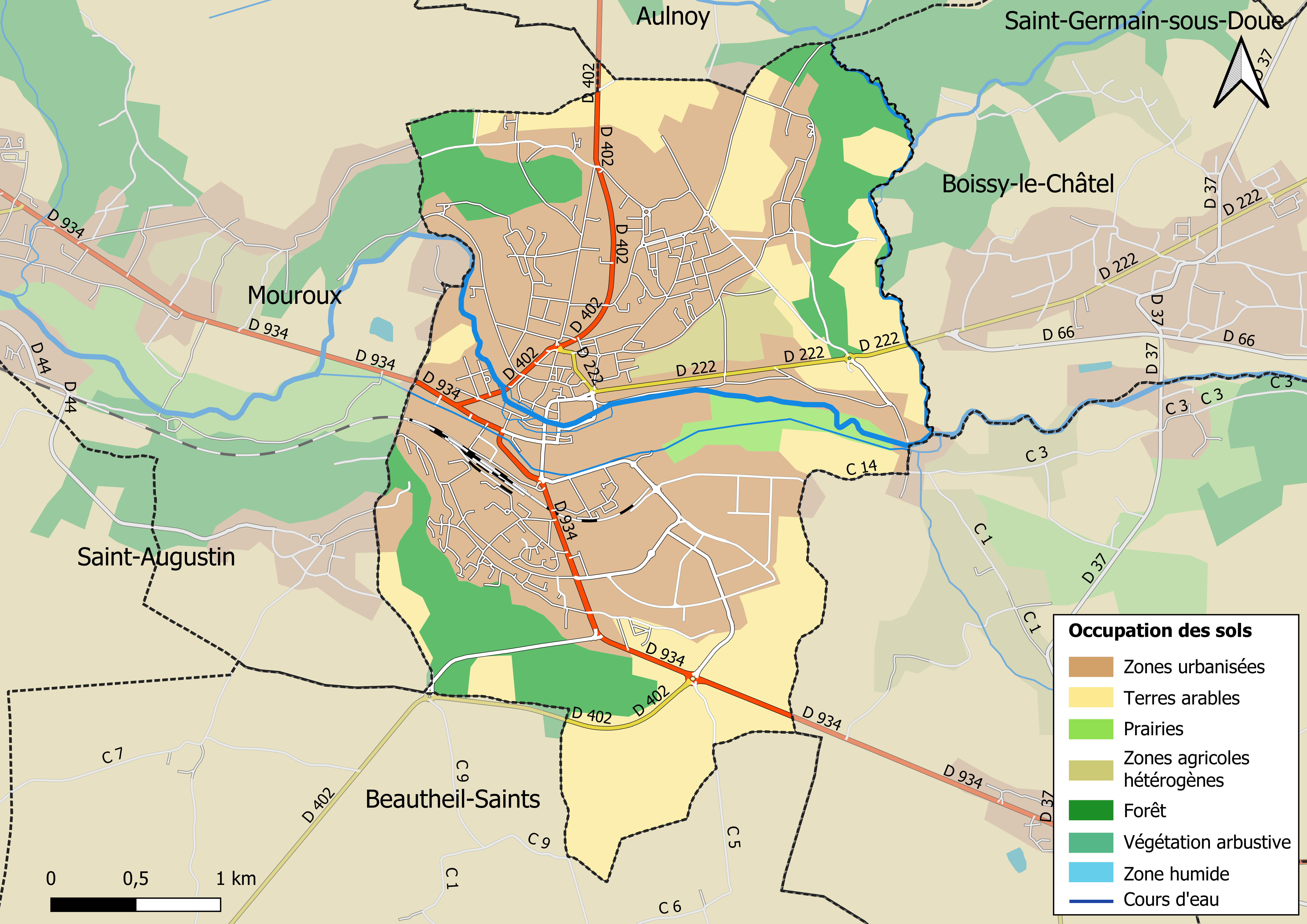
Carte des infrastructures et de l'occupation des sols de la commune en 2018 (CLC).

Le territoire de la commune se compose en 2017 de 45,35 % d'espaces agricoles, forestiers et naturels, 18,32 % d'espaces ouverts artificialisés et 36,32 % d'espaces construits artificialisés.

### Lieux-dits et écarts
La commune compte 138 lieux-dits administratifs répertoriés consultables ici.
Des anciens hameaux notables font désormais partie de Coulommiers, tels que Pontmoulin (devenu la rue de Pontmoulin), le Theil (quartier proche de la ville haute et qui est souvent confondu à tort avec celle-ci), Triangle et Vaux.
Le hameau de Belle Croix, qui est situé à l'entrée de la ville de Coulommiers, appartient à la commune de Mouroux.

### Habitat et logement
En 2022, le nombre total de logements dans la commune était de 8 074, alors qu'il était de 7 652 en 2017 et de 7 191 en 2012.
Parmi ces logements, 34,2 % étaient des résidences principales, 64,5 % des résidences secondaires et 1,3 % des logements vacants. Ces logements étaient pour 0 % d'entre eux des maisons individuelles et pour 0 % des appartements.
Le tableau ci-dessous présente la typologie des logements à Coulommiers en 2022 en comparaison avec celle de Seine-et-Marne et de la France entière. Une caractéristique marquante du parc de logements est ainsi une proportion de résidences secondaires et logements occasionnels (64,5 %) supérieure à celle du département (42,9 %) et à celle de la France entière (44,1 %).
| Typologie                                               | Coulommiers | Seine-et-Marne | France entière |
| ------------------------------------------------------- | ----------- | -------------- | -------------- |
| Résidences principales (en %)                           | 34,2        | 55,7           | 54,8           |
| Résidences secondaires et logements occasionnels (en %) | 64,5        | 42,9           | 44,1           |
| Logements vacants (en %)                                | 1,3         | 1,3            | 1              |

Coulommiers est soumis depuis la fusion de la communauté de communes du Pays de Coulommiers et de la communauté de communes du Pays Fertois de 1978 au dispositions de l'article 55 de la loi SRU qui lui font obligation de disposer de 25 % de son parc de résidences principales constitués de logements sociaux. En 2018, la ville dispose de 35 % environ de logements sociaux, mais cela ne suffit pas à satisfaire aux besoins exprimés, et la municipalité poursuit son effort en la matière.

### Voies de communication et transports

#### Réseau routier
La ville est traversée par l'ancienne route nationale 34 (actuelle RD 934) de Paris à Esternay.

#### Transports collectifs
La gare de Coulommiers, située sur la ligne de Gretz-Armainvilliers à Sézanne, est le terminus actuel de la ligne du Transilien P (Paris → Coulommiers-Meaux-Provins). Avant, cette ligne allait jusqu’à La Ferté-Gaucher, mais faute de fréquentation, le reste du trajet se fait par bus.
Depuis le second trimestre 2013, de nouvelles rames reliant Paris à Coulommiers ont été inaugurées sur le réseau.
La ville est desservie par les lignes urbaines A et B (ex-Coul'Bus) et interurbaines 01, 03 et 17 du réseau de bus Brie et 2 Morin.

### Énergie
En 1979-1980 a été réalisée à Coulommiers la première opération de chauffage par géothermie d'un quartier déjà existant, le quartier des Templiers qui comportait une cité HLM, deux lycées, quatre écoles communales et un hôpital. Le tiers des habitants de la ville est chauffé par ce mode d'énergie puisée dans une nappe située à 2 300 m de profondeur. En 1980, cette opération a valu au maire de Coulommiers, André Gailing, président du Syndicat de Géothermie, le Prix européen de l'environnement remis par la présidente du Parlement européen à Cervia (Italie).

## Toponymie
La ville devrait son nom au latin columba (« colombe »). Les Romains lui auraient donné le nom de Columbarium, signifiant « colombier ».
Le nom de la ville a donné celui du coulommiers, fromage de Brie qu'elle produit traditionnellement.

## Histoire

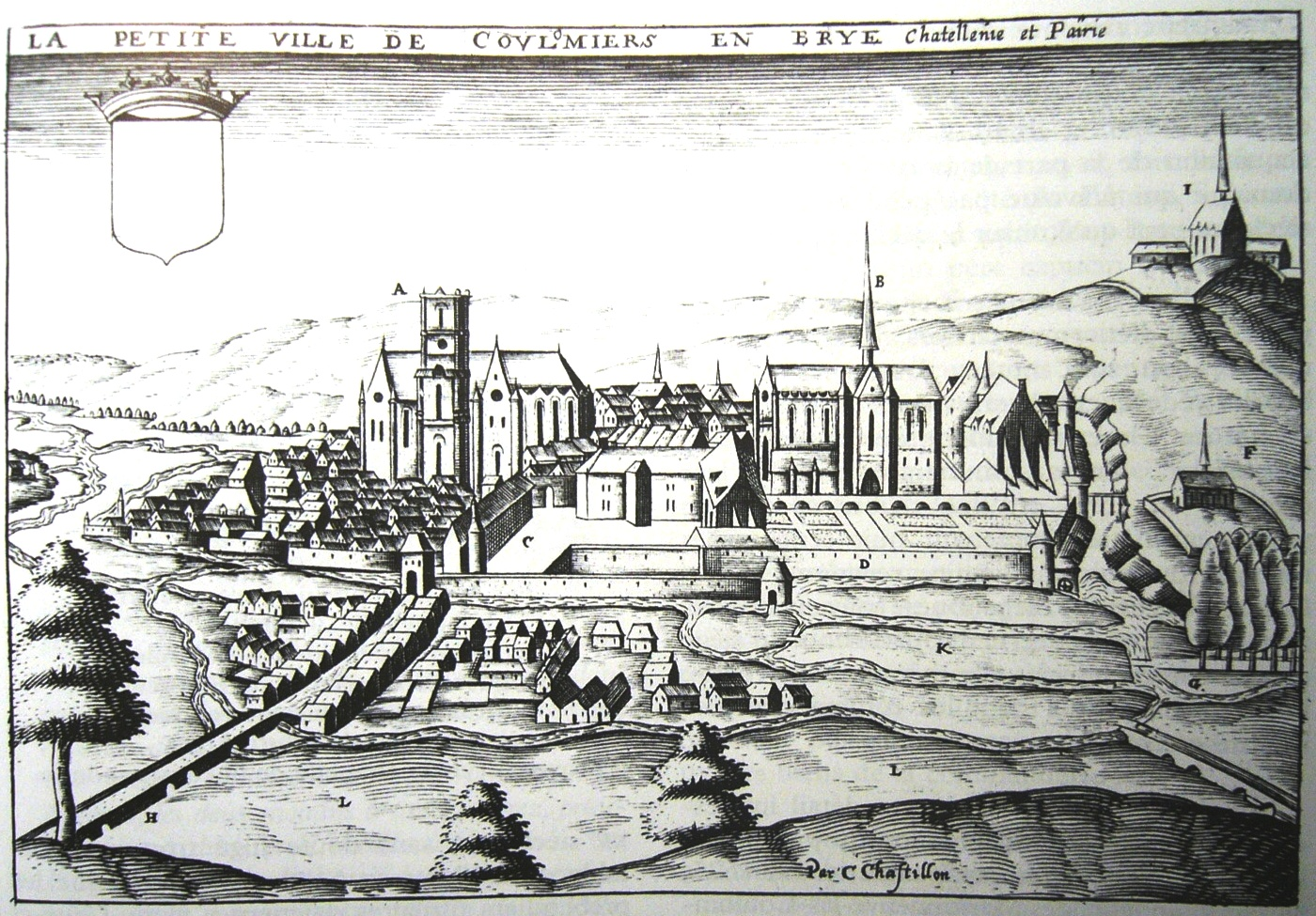
Coulommiers - Gravure de Chastillon vers 1600.

### Antiquité
D'origine gallo-romaine,, Coulommiers fut réunie près de dix fois au domaine royal. Son histoire est aussi étonnante que mouvementée. Ses antiques remparts et son château furent reconstruits par Clovis.
Ernest Dessaint, expliquait en ces mots : « l'origine de notre ville a de tout temps fait l'objet de controverses passionnées de la part des différents auteurs qui se sont occupés de notre histoire locale ». Les uns, tels le docteur Pascal, dans son ouvrage intitulé Histoire de Seine-et-Marne, Achille Viré et Anatole Dauvergne, dans leurs études sur la ville, lui refusent une origine antérieure à la conquête de la Gaule par Jules César. Les autres, au contraire, Michelin, Histoire du département de Seine-et-Marne, et Martial Cordier, Histoire manuscrite de Coulommiers, prétendent qu'elle existait lors du passage de César et de ses légions en Brie, et Cordier affirme même que son nom lui fut donné par les troupes du conquérant qui, de passage ici, dénommèrent Castrum Columbarium (château colombier), une tour garnie de nids de pigeons, d'où par la suite, Colombarius, Collomiers et Coulommiers,.
Martial Cordier qui, en sa qualité d'archiviste feudiste du comte de Montesquiou-Fezenzac, dernier seigneur de la ville, eut en sa possession des documents qui furent détruits ou dispersés lors de la Révolution, admet l'hypothèse d'une enceinte construite sous l'empereur Antonin. Il étaye son opinion, sur une inscription gravée sur un grès de démolition de la porte qui clôturait la partie sud à l'époque, ou simple bourgade enclose dans l'île formée par le Grand Morin et le brasset des Religieuses, Coulommiers n'était encore qu'aux premiers temps de son enfance. C. M. V. I. dont voici la traduction : Antonius Imperator Romanorum edificavit 906, édifiée par Antonin, empereur des Romains en 906, date qui part de la fondation de Rome et correspond ainsi à l'an 155 de l'ère chrétienne.

### Moyen Âge
La seconde clôture, qui serait due à Clovis, est tout aussi problématique. D'ailleurs, jusqu'à sa possession par les comtes de Champagne et de Brie en 920, une obscurité complète s'étend sur le passé de la cité. À dater de cette époque, au contraire, l'histoire enregistre les modifications successives qu'elle a subies et qui par apports successifs, l'ont faite, à travers les siècles, devenir la coquette sous-préfecture seine-et-marnaise qu'elle resta jusqu'en 1926.
Thibault Ier, en 1080, la dote d'un prieuré qui eut son heure de célébrité puisque des Juvénal des Ursins en furent les prieurs, et qui eut surtout pour heureux résultat d'étendre vers l'est la ville naissante. Ce prieuré occupait toute la partie dite du Montcel, emplacement où se trouvent aujourd'hui le palais de justice, la gendarmerie, l'ex-sous-préfecture et la place Beaurepaire.
Un siècle plus tard, en 1172, Thibault II étendait à son tour les limites de son domaine dans la partie sud en faisant creuser un canal qui fut appelé le brasset des Tanneurs, du nom des ouvriers qui installèrent leur industrie sur ses rives. Cette industrie devait prendre ici une extension considérable et constituer pendant près de sept siècles la seule richesse commerciale du pays. Il y est dit notamment : « et si est à scavoir que moi ou aultres de mes gens esliront chacun an XIII preud hommes de la commune de Collomiers à bonne foi et eux XIII estiront l'un d'eux major chaque an ».
Les bienfaits d'une tranquillité relative et l'indéniable prospérité dont elle profita durant sa possession par les comtes de Champagne et de Brie furent malheureusement annihilés par la guerre de Cent Ans, au cours de laquelle elle fut prise et reprise par les Anglais,.

### Temps modernes
En 1612, Catherine de Gonzague y fait édifier un palais[réf. nécessaire].
La succession féodale de Coulommiers devient erratique aux XIVe et XVe siècles, mais les seigneurs de Coulommiers, s'ils ne sont pas le roi lui-même lors des nombreuses réunions à la Couronne, descendent très souvent du mariage de Jeanne de Champagne-Navarre avec Philippe IV le Bel : notamment les Navarre-Evreux et leurs descendants les Armagnac-Nemours (en tant que ducs de Nemours, duché auquel Coulommiers est alors rattaché) ; les Foix-Lautrec ; les Nevers,. À la mort de son mari, tué d'un coup d'arquebuse en entrant dans Doullens, le 20 avril 1595, la duchesse de Longueville (Catherine, dame de Coulommiers, issue des Nevers-Clèves-Gonzague) entreprit la construction du château dont nous voyons encore les ruines et dont il subsiste les deux pavillons de gardes précédant le pont-levis. En 1654-63, son fils le duc Henri II de Longueville est duc de Coulommiers. Après la dernière des Orléans-Longueville, Marie de Nemours (petite-fille de Catherine de Nevers et fille du duc Henri II), la succession passe, par son cousin Louis-Henri de Bourbon-Soissons (non issu de Catherine de Nevers, mais descendant des Navarre-Evreux), aux d'Albert de Luynes. En 1777, Marie-Charles-Louis duc de Luynes vendit Coulommiers aux Montesquiou-Fezensac, déjà maîtres de Mauperthuis depuis le début du XVIIIe siècle (Pierre de Montesquiou, père d'Anne-Pierre), et de Touquin en 1773.

### Époque contemporaine

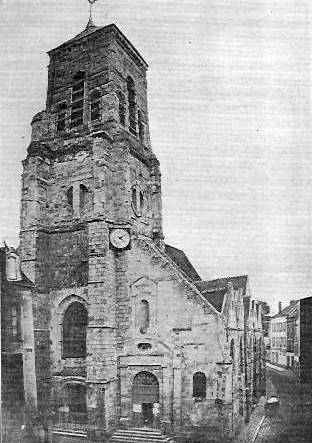
L'ancienne église Saint-Denys (démolie en 1968) en 1880.

Durant la campagne de France en 1814, la ville est occupée par les troupes russes.
Le train dessert la ville depuis le 2 avril 1863, facilitant les déplacements des personnes et le transport des marchandises.
Lors de la guerre franco-allemande de 1870, la ville est occupée par les Allemands.
Le 4 septembre 1914, durant la Première Guerre mondiale, l'armée britannique, alors en retraite, abandonne la ville, qui est occupée le lendemain par les troupes allemandes qui la pillent et en repartent le 7 septembre, chassées par ces mêmes Anglais.
Le 10 septembre 1926, l'arrondissement de Coulommiers est supprimé à la suite du décret Poincaré.
La ville est occupée par les Allemands en 1940 mais la résistance seine-et-marnaise s’organise en réseaux, comme notamment le réseau « Hector » de l’hôpital de Coulommiers, auquel participe le médecin Joseph Brau ou encore celui de Pierre Georges dit le colonel Fabien. Coulommiers est libérée le 27 août 1944 par l'armée américaine du général Patton ; une place de la ville où se situe un monument aux morts des deux Guerres mondiales est d'ailleurs nommée place du 27-Août en souvenir de cet événement.
Au cours des années 1960, la ville entreprend la construction du quartier des Templiers dans le nord de Coulommiers, un grand ensemble de 1 204 logements et rassemblant 2 887 habitants en 2020. Il est depuis classé prioritaire avec un taux de pauvreté de 43 %.

## Politique et administration

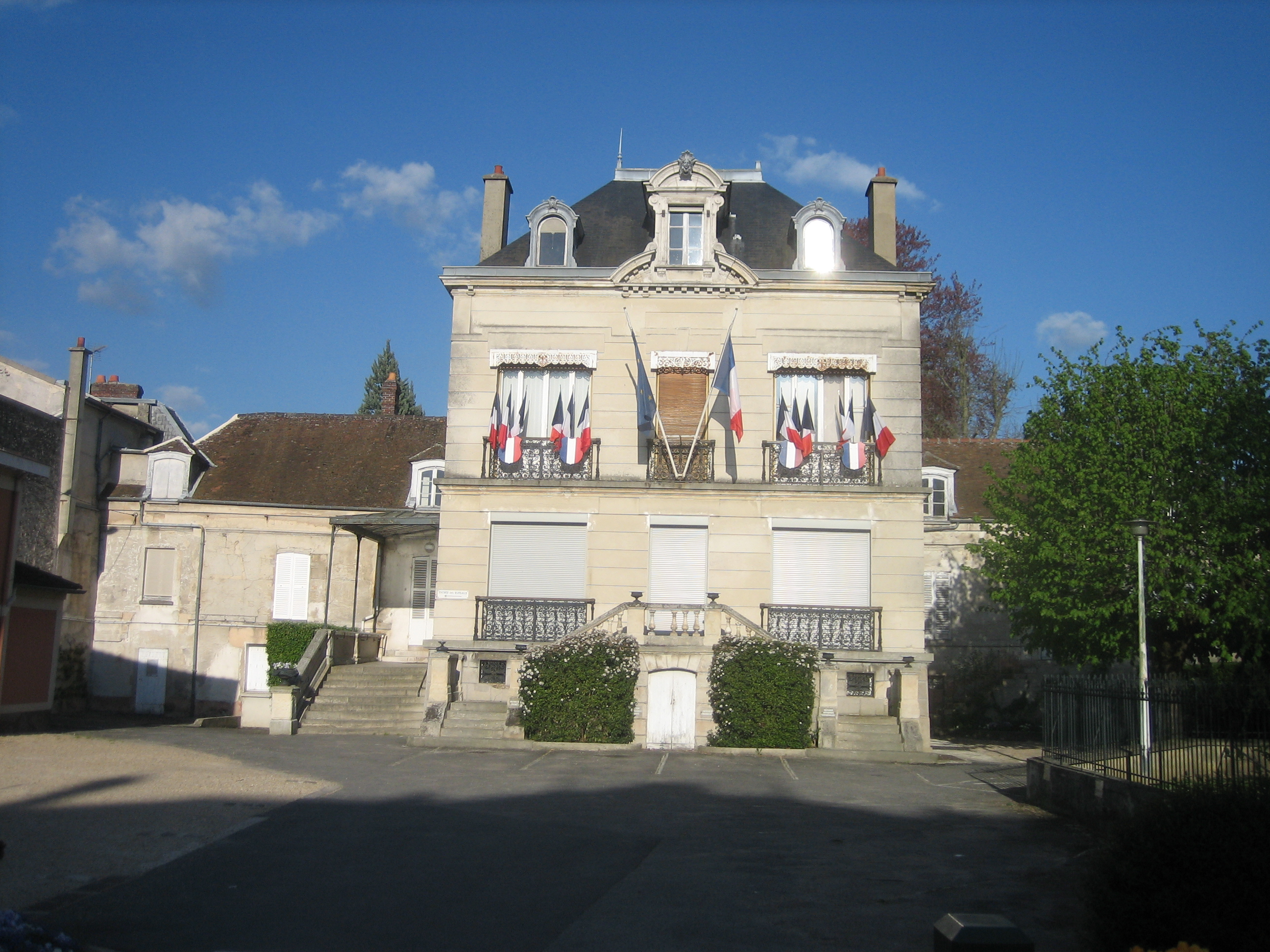
Cour de l'annexe de la mairie de Coulommiers.

### Rattachements administratifs et électoraux

#### Rattachements administratifs
La commune, qui était chef-lieu de l'arrondissement de Coulommiers de 1801 à 1926, fait partie depuis lors de l'arrondissement de Meaux du département de Seine-et-Marne, en région Île-de-France.
Elle était depuis 1793 le chef-lieu du canton de Coulommiers. Dans le cadre du redécoupage cantonal de 2014 en France, cette circonscription administrative territoriale a disparu, et le canton n'est plus qu'une circonscription électorale.

#### Rattachements électoraux
Pour les élections départementales, la commune est depuis 2014 le bureau centralisateur d'un nouveau canton de Coulommiers, porté alors de 15 à 51 communes.
Pour l'élection des députés, elle fait partie de la cinquième circonscription de Seine-et-Marne.

### Intercommunalité

La Communauté d'agglomération Coulommiers Pays de Brie au 1er janvier 2020 en rouge avec Coulommiers en marron.

Coulommiers était le siège de la communauté de communes de la Brie des Templiers créée en 1999.
Conformément aux prévisions du schéma départemental de coopération intercommunale (SDCI) de 2012, cette intercommunalité fusionne avec la communauté de communes Avenir et développement du secteur des Trois Rivières pour former le 1er janvier 2013 une première communauté de communes du Pays de Coulommiers.
Dans le cadre des dispositions de la loi portant nouvelle organisation territoriale de la République (Loi NOTRe) du 7 août 2015, qui prévoit que les établissements publics de coopération intercommunale (EPCI) à fiscalité propre doivent avoir un minimum de 15 000 habitants (et 5 000 habitants en zone de montagnes), cette intercommunalité fusionne avec la communauté de communes de la Brie des moulins pour former le 1er janvier 2017 une nouvelle communauté de communes du Pays de Coulommiers. Cette dernière fusionne à son tour le 1er janvier 2018 avec la communauté de communes du Pays fertois, pour former la communauté d'agglomération Coulommiers Pays de Brie. La ville reste le siège de cette intercommunalité.

### Tendances politiques et résultats
Au premier tour des élections municipales de 2014 en Seine-et-Marne, la liste UMP menée par le maire sortant Franck Riester obtient la majorité absolue des suffrages exprimés, avec 3 213 voix (66,97 %), 28 conseillers municipaux élus dont 7 communautaires, devançant très largement les listes menées respectivement par :

- Georges Hurth (FN, 667 voix, 13,90 %, 2 conseillers municipaux élus) ; 

- Aude Canale (DVG, 642 voix, 13,38 %, 2 conseillers municipaux élus) ; 

- Josy Mollet-lidy (PS-PRG-EELV, 275 voix, 5,73 %), 1 conseillers municipal élu.

Lors de ce scrutin, 47,01 % des électeurs se sont abstenus.
Au premier tour des élections municipales de 2020 en Seine-et-Marne, la liste DVC (Agir, LaREM et MoDem) menée par le ministre et ancien maire Franck Riester obtient la majorité absolue des suffrages exprimés, avec 1 550 voix (58,84 %, 27 conseillers municipaux élus dont 11 communautaires), devançant très largement celles menées respectivement par : 

- Aude Canale (DVG, 791 voix, 30,03 %, 5 conseillers municipaux élus dont 2 communautaires) ; 

- Pierre Mairey (DIV, 293  voix, 11,12 %, 1 conseiller municipal élu).

Lors de ce scrutin marqué par la pandémie de Covid-19 en France, 69,78 % des électeurs se sont abstenus. 
Il faut noter que Franck Riester, tête de la liste majoritaire, avait annoncé avant le scrutin, qu'en cas de succès, ce serait Laurence Picard qui aurait vocation à être élue maire par le conseil municipal  tant qu'il serait ministre.

### Liste des maires
| Période       | Période                    | Identité          | Étiquette          | Qualité |
| ------------- | -------------------------- | ----------------- | ------------------ | --- |
| 1944          | octobre 1947               | René Arbeltier,   | SFIO               | Médecin chef de l’hôpital de Coulommiers et chercheur, résistant Maire de Neufmoutiers-en-Brie (1935 → 1943) Conseiller général de Coulommiers (1945 → 1951) Député de Seine-et-Marne (1936 → 1942 et 1951 → 1958) Chevalier de la Légion d’honneur Croix de guerre, Médaille de la Résistance |
| octobre 1947  | 1955                       | Gaston Bertier    | RPF puis Rad.      | Agent d'assurances Conseiller général de Coulommiers (1951 → 1958) |
| 1955          | mars 1959                  | Pierre Magnon     |                    | |
| mars 1959     | mars 1971                  | Daniel Tourneur   | SE                 | |
| mars 1971     | mars 1977                  | Bertrand Flornoy, | UDR puis RPR       | Explorateur et ethnologue français Député de Seine-et-Marne (1962 → 1978) Conseiller général de Coulommiers (1964 → 1976) Représentant de la France à l'Assemblée du Conseil de l'Europe (1966 → 1973)                                                                                         |
| mars 1977     | 1980                       | André Gailing     | PS                 | Professeur agrégé d'histoire, proviseur Membre du cabinet du ministre dé l'éducation nationale Jean-Pierre Chevènement Conseiller régional (? → 1986) |
| 1980          | mars 1983                  | Paul Letort       | PS                 | Cadre commercial |
| mars 1983     | juillet 1992               | Robert Elvert,    | DVD                | Cadre supérieur Chevalier du Mérite sportif Démissionnaire |
| juillet 1992  | mars 2008                  | Guy Drut          | RPR puis UMP       | Médaille d'or du 110 mètres haies aux Jeux olympiques d'été de 1976 Membre du CIO Maire-adjoint aux sports de la ville de Paris (1985 → 1989) Ministre des Sports (1995 → 1997) Député de Seine-et-Marne (1986 → 1995 et 1997 → 2007)                                                          |
| mars 2008     | juillet 2017               | Franck Riester    | UMP → LR puis Agir | Chef d'entreprise Député de Seine-et-Marne (5e circ.) (2007 → ) Président de la CCPC (2013 → 2017) Démissionnaire à la suite de sa réélection comme député. |
| juillet 2017, | mai 2020                   | Ginette Motot     | Agir               | Professeure d'anglais retraitée |
| mai 2020,     | En cours (au 17 mars 2025) | Laurence Picard   | Agir               | Conseillère départementale de Coulommiers (2015 → 2021) Vice-présidente de la CA Coulommiers Pays de Brie (2018 → ) |

### Jumelages
| Ville | Ville            | Pays | Pays        | Période     |
| ----- | ---------------- | ---- | ----------- | ----------- |
|       | Graiguenamanagh  |      | Irlande     | depuis 2009 |
|       | Leighton Buzzard |      | Royaume-Uni | depuis 1958 |
|       | Titisee-Neustadt |      | Allemagne   | depuis 1971 |

En 2011, le 40e anniversaire du jumelage entre Titisee-Neustadt et Coulommiers a été organisé par les clubs de tennis des deux communes. Des échanges culturels, sportifs et linguistiques ont lieu avec ses trois jumeaux. Les délégations se retrouvent annuellement à l’occasion de manifestations telles que la Foire internationale aux fromages et aux vins de Coulommiers, le carnaval de Titisee-Neustadt, ou encore la fête de la Saint-Fiacre.

## Équipements et services publics

### Enseignement
La commune de Coulommiers dépend de l'académie de Créteil et dispose de divers centres d'éducation : Les centres d'éducation publics incluent les collèges Hippolyte-Rémy et Madame-De-La-Fayette et le Campus de Coulommiers regroupant les lycées Georges-Cormier (enseignement professionnel) et Jules-Ferry (enseignement général).
Les autres centres d'éducation incluent l'ensemble d'écoles et collège Sainte-Foy (institution catholique privée), l'antenne STAPS de l'université Paris-Est Marne-la-Vallée et l'IFSI de Coulommiers.

### Santé
Coulommiers possède deux sites hospitaliers intégrés au Grand Hôpital de l'Est Francilien : le centre hospitalier René-Arbeltier et le site Abel-Leblanc.

### Équipements sportifs

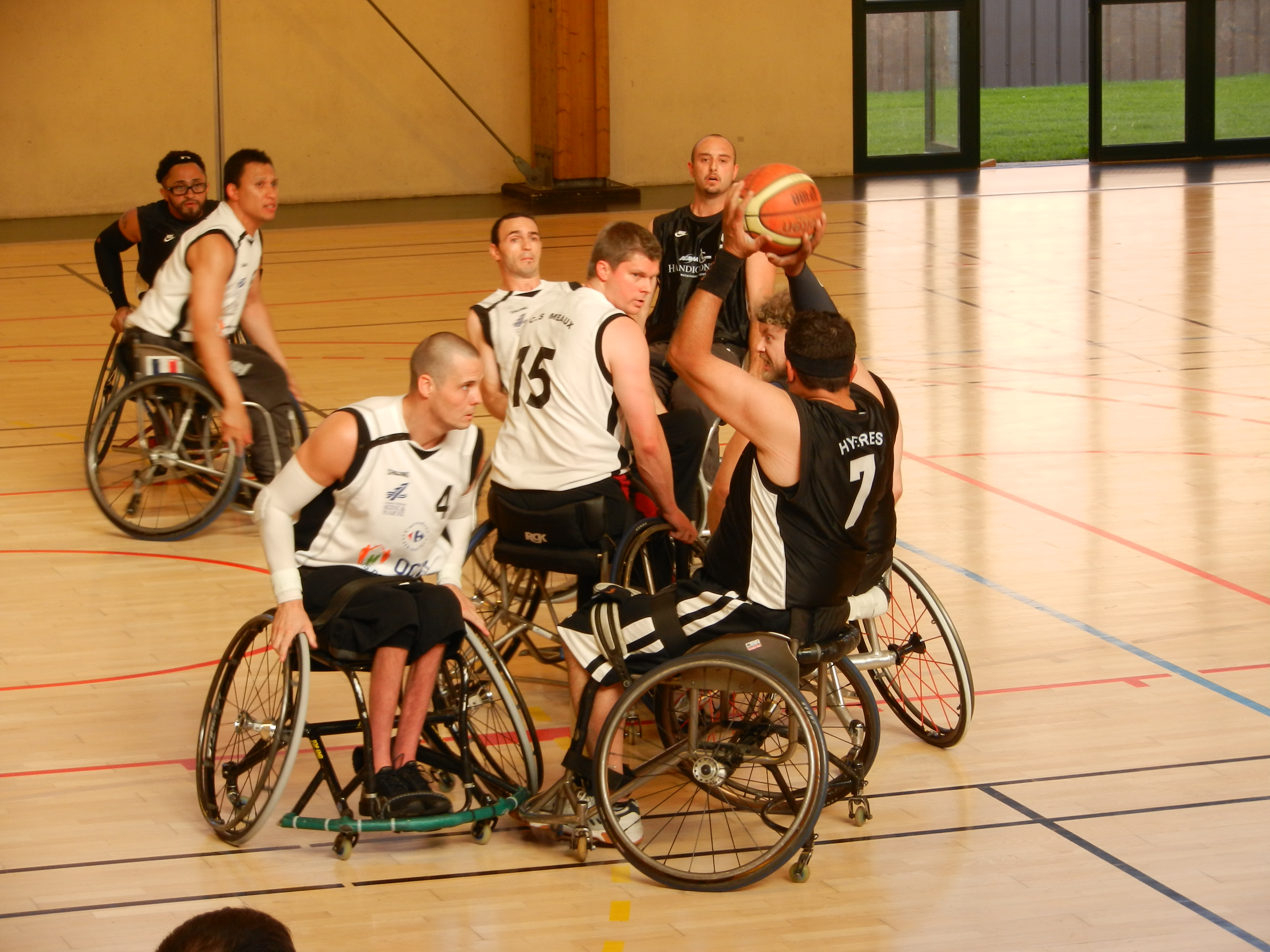
Au gymnase des Capucins, Meaux (en blanc) reçoit Hyères en finale retour du championnat de France 2011-2012, délocalisée à Coulommiers.

Coulommiers dispose d'un parc des sports comprenant des gymnases, une piste d'athlétisme, des terrains de football, de rugby, de handball, de basket-ball et de tennis, ainsi qu'un centre nautique.
Le gymnase des Capucins, installé au centre du Parc des Sports, accueille les rencontres du Coulommiers Brie Basket, club formateur d'Andrew Albicy, évoluant en Nationale 2 en 2013-2014. Il reçoit aussi quelques rencontres délocalisées du CS Meaux Handibasket.

### Télécommunications
En 2008, la ville de Coulommiers et les communes environnantes (Mouroux, Boissy-le-Châtel, Aulnoy, Chailly-en-Brie, Faremoutiers, Pommeuse, Giremoutiers, Saint-Germain-sous-Doue entre autres) sont choisies pour être les premières à passer au tout numérique pour la diffusion de la télévision hertzienne. Depuis le 8 novembre 2008, l'émetteur de Mouroux, site des Parrichets, diffuse la TNT. L'extinction du signal analogique a lieu le 5 février 2009. La ville est la première de France à abandonner la diffusion analogique au profit de la seule diffusion numérique,.

## Population et société

### Démographie

#### Évolution démographique
L'évolution du nombre d'habitants est connue à travers les recensements de la population effectués dans la commune depuis 1793. Pour les communes de plus de 10 000 habitants les recensements ont lieu chaque année à la suite d'une enquête par sondage auprès d'un échantillon d'adresses représentant 8 % de leurs logements, contrairement aux autres communes qui ont un recensement réel tous les cinq ans,.

En 2022, la commune comptait 15 696 habitants, en évolution de +5,01 % par rapport à 2016 (Seine-et-Marne : +3,92 %, France hors Mayotte : +2,11 %).
| 1793  | 1800  | 1806  | 1821  | 1831  | 1836  | 1841  | 1846  | 1851  |
| ----- | ----- | ----- | ----- | ----- | ----- | ----- | ----- | ----- |
| 3 600 | 3 167 | 3 413 | 3 467 | 3 335 | 3 573 | 3 658 | 4 070 | 4 257 |

| 1856  | 1861  | 1866  | 1872  | 1876  | 1881  | 1886  | 1891  | 1896  |
| ----- | ----- | ----- | ----- | ----- | ----- | ----- | ----- | ----- |
| 4 218 | 4 628 | 4 445 | 4 334 | 5 240 | 5 520 | 6 218 | 6 158 | 6 323 |

| 1901  | 1906  | 1911  | 1921  | 1926  | 1931  | 1936  | 1946  | 1954  |
| ----- | ----- | ----- | ----- | ----- | ----- | ----- | ----- | ----- |
| 6 505 | 6 891 | 7 224 | 6 129 | 6 411 | 6 679 | 7 510 | 7 660 | 8 561 |

| 1962  | 1968   | 1975   | 1982   | 1990   | 1999   | 2006   | 2011   | 2016   |
| ----- | ------ | ------ | ------ | ------ | ------ | ------ | ------ | ------ |
| 9 502 | 11 263 | 11 498 | 11 886 | 13 087 | 13 852 | 13 836 | 14 622 | 14 947 |

| 2021   | 2022   | - | - | - | - | - | - | - |
| ------ | ------ | - | - | - | - | - | - | - |
| 15 250 | 15 696 | - | - | - | - | - | - | - |

Le Schéma de cohérence territoriale (SCOT) prévoit que, d'ici 2034, la population columérienne passe à 17 800 habitants.

#### Pyramide des âges
En 2018, le taux de personnes d'un âge inférieur à 30 ans s'élève à 36,5 %, soit en dessous de la moyenne départementale (39,6 %). À l'inverse, le taux de personnes d'âge supérieur à 60 ans est de 26,7 % la même année, alors qu'il est de 19,9 % au niveau départemental.
En 2018, la commune comptait 6 761 hommes pour 7 996 femmes, soit un taux de 54,18 % de femmes, largement supérieur au taux départemental (51,31 %).
Les pyramides des âges de la commune et du département s'établissent comme suit.
| Hommes | Classe d’âge | Femmes |
| ------ | ------------ | ------ |
| 0,7    | 90 ou +      | 1,6    |
| 7,9    | 75-89 ans    | 12,4   |
| 15,0   | 60-74 ans    | 15,5   |
| 19,0   | 45-59 ans    | 19,8   |
| 17,8   | 30-44 ans    | 16,9   |
| 19,2   | 15-29 ans    | 17,0   |
| 20,4   | 0-14 ans     | 16,8   |

| Hommes | Classe d’âge | Femmes |
| ------ | ------------ | ------ |
| 0,4    | 90 ou +      | 1,2    |
| 4,9    | 75-89 ans    | 6,5    |
| 13,6   | 60-74 ans    | 14,3   |
| 20,2   | 45-59 ans    | 19,8   |
| 20,1   | 30-44 ans    | 20,6   |
| 19,2   | 15-29 ans    | 17,9   |
| 21,7   | 0-14 ans     | 19,7   |

### Lieux de culte
Coulommiers possède deux églises catholiques (Église Saint-Denys-Sainte-Foy et Eglise Notre-Dame-de-toute-joie), une mosquée (11 rue Maurice Sujet), un temple protestant (19 rue Patras) et une salle du royaume des témoins de Jéhovah.

### Médias
- Le Pays Briard, bi-hebdomadaire du groupe Publihebdos paraissant le mardi et le vendredi.

## Économie

### Revenus de la population et fiscalité
Le nombre de ménages fiscaux en 2016 était de 6 887 (dont 48 % imposés) représentant 15 299 personnes et la médiane du revenu disponible par unité de consommation de 19 075 €.

### Emploi
En 2017 , le nombre total d’emplois dans la zone était de 7 557, occupant 5 683 actifs résidants.
Le taux d'activité de la population (actifs ayant un emploi) âgée de 15 à 64 ans s'élevait à 61,6 % contre un taux de chômage de 11,2 %.
Les 27,2 % d’inactifs se répartissent de la façon suivante : 9,9 % d’étudiants et stagiaires non rémunérés, 6,5 % de retraités ou préretraités et 10,9 % pour les autres inactifs.

### Marchés
Foire internationale aux fromages et aux vins, en 1967, Pierre Aubert, alors Président de l'U.C.I.E. et du Comité des Foires et Expositions, eut l'idée de fêter le millénaire du fromage de Brie. La date retenue fut le 7 mai 1967. Le succès est tel que plus de 350 exposants sont présents chaque année, avec en moyenne 65 000 visiteurs. Cette foire est très célèbre dans la région. Des personnalités comme Bernadette Chirac, ou Gilbert Montagné y ont participé. La Foire internationale aux fromages et aux vins de Coulommiers a lieu chaque année aux Rameaux, une semaine avant Pâques. La foire de la Saint Fiacre rassemble horticulteurs, vignerons et amis du terroir briard début septembre. C'est l'occasion pour la statue du saint patron des horticulteurs de parader dans les rues de la ville, après une messe en plein air.
Le marché de Noël a lieu en décembre, dans la Grange aux Dîmes, de la commanderie des Templiers.

### Foire internationale

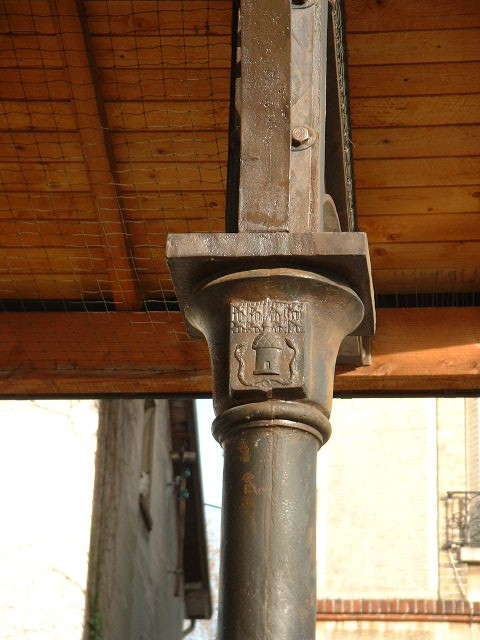
Poteau de la halle aux fromages avec le blason de la ville.

Créée à l'initiative de Pierre Aubert (alors président du comité des foires et expositions) et de Pierre Jacotin dans le cadre des célébrations du millénaire des fromages de Brie, elle réunit quatre exposants et la confrérie du Beaujolais lors de sa première édition en 1967. Celle-ci se tient sur le parvis du théâtre municipal à partir du 7 mai 1967 et se clôture par un « mariage » entre le brie et le beaujolais, sous les auspices du préfet de Seine-et-Marne de l'époque, Jean Verdier, le tout aux accents de la « Marche des fromages de Brie » composée pour l'occasion par Paulette Lauxerrois et Étienne Lorin.
Le nombre d'exposants croît au fil des ans, passant de sept en 1968 à vingt en 1970 et près d'une centaine en 1972. Devant l'ampleur prise par la manifestation, la foire est transportée de la place de l'hôtel de ville à l'avenue Gambetta (sous la halle aux fromages), puis au foirail de la Sucrerie à partir de 1989. Après ces modestes débuts de 1967, ce ne sont pas moins de 60 000 à 65 000 visiteurs qui sont attendus autour des quelque 350 exposants présents lors de l'édition 2010.

### Secteurs d'activité

#### Entreprises et commerces
En 2018, le nombre d'établissements actifs était de 1 254 dont 55 dans l’industrie manufacturière, industries extractives et autres, 139 dans la construction, 486 dans le commerce de gros et de détail, transports, hébergement et restauration, 22 dans l’Information et communication, 52 dans les activités financières et d'assurance, 64 dans les activités immobilières, 127 dans les activités spécialisées, scientifiques et techniques et activités de services administratifs et de soutien, 180 dans l’administration publique, enseignement, santé humaine et action sociale et 129 étaient relatifs aux autres activités de services.
En 2019, 168 entreprises ont été créées sur le territoire de la commune, dont 130 individuelles.
Au 1er janvier 2021, la commune disposait de 21 chambres d’hôtels dans un établissement et ne possédait aucun terrain de camping.
Le marché a lieu chaque mercredi et dimanche matin. La ville dispose d'un service public complet grâce notamment à l'hôpital de Coulommiers, situé en trois parties : l'ancien hôpital en centre-ville spécialisé en gériatrie, le « nouvel » hôpital René-Arbeltier en ville-haute et l'annexe « psychiatrie » proche du nouvel hôpital.
La ville inclut aussi une agence Pôle emploi (fusion de l'ANPE et de l'ASSEDIC), un centre de tri régional de La Poste, un centre de sécurité sociale, un palais de justice (tribunal d'instance), plusieurs huissiers et notaires, un centre des impôts, un cadastre, une gendarmerie nationale, une caserne principale de sapeur-pompiers, une permanence de la CAF, une DDE, un commissariat de police nationale, un commissariat de police municipale, un centre du Trésor public, des agences France Télécom et EDF, une gare SNCF, etc.

## Culture locale et patrimoine

### Lieux et monuments

#### Patrimoine religieux

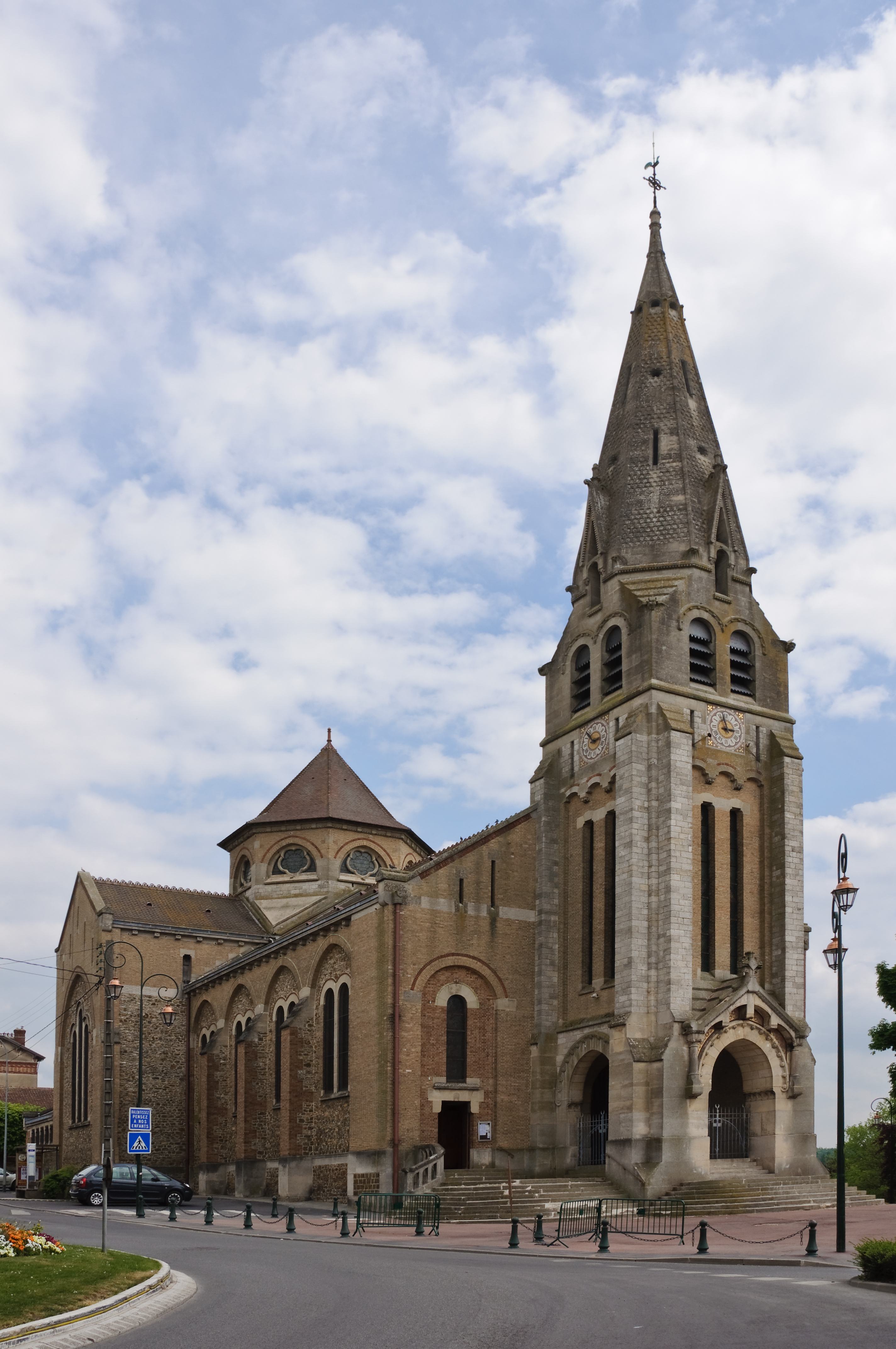
L'église Saint-Denys-Sainte-Foy de Coulommiers - Cloche de l'église à 16h : Fichier:Coulommiers - Église Saint-Denis-Sainte-Foy - 16h.ogg

L'église Saint-Denys-Sainte-Foy, de style néo-roman, est située au départ de l'avenue de Rebais. Construite d'après les plans de l'architecte Ernest Brunet, elle fut consacrée par l'évêque de Meaux le 16 juillet 1911. Sa construction fut décidée par la municipalité afin de remplacer l'ancienne église Saint-Denys, un édifice roman datant du XIIe siècle qui, mal entretenu, menaçait de s'effondrer : devenue dangereuse, cette dernière fut d'ailleurs démolie en 1968. La nouvelle église est construite sur un plan en forme de croix latine, comprenant une nef d'une longueur de 47,30 mètres pour une largeur de 10 mètres entre les colonnes du vaisseau principal, lequel est bordé de collatéraux. De larges baies en plein cintre sont ornées de vitraux, compositions modernes dans lesquelles sont insérés des fragments des vitraux de l'ancienne église Saint-Denys. Une tour-lanterne couvre la croisée du transept : sa hauteur s'élève à 22 mètres. La façade de l'église est dominée par un clocher trapu surmonté par une flèche octogonale en pierre. La croix qui se trouve à son sommet atteint la hauteur de 50 mètres. Le clocher abrite un bourdon de 1 500 kilos baptisé « Louise-Élizabeth » : celui-ci fut transféré de l'ancienne église Saint-Denys en 1911.
Si la première pierre de l'église des Capucins fut posée le 19 avril 1617 en présence de Catherine de Gonzague, duchesse de Longueville, sa consécration n'intervint que le 13 juillet 1625. Elle se compose d'une nef unique voûtée en lattes revêtues de plâtre, et est éclairée de chaque côté par quatre fenêtres cintrées, tandis qu'un oculus s'ouvre à l'ouest. La longueur totale du sanctuaire est de 33 mètres, la hauteur sous voûte atteint les 16 mètres. Une grotte artificielle, ou chapelle basse, est célèbre pour ses sculptures représentant des coquillages. L'ancienne église Notre-Dame des Anges, dans le parc des Capucins, abrite désormais les collections archéologiques du musée municipal de Coulommiers.

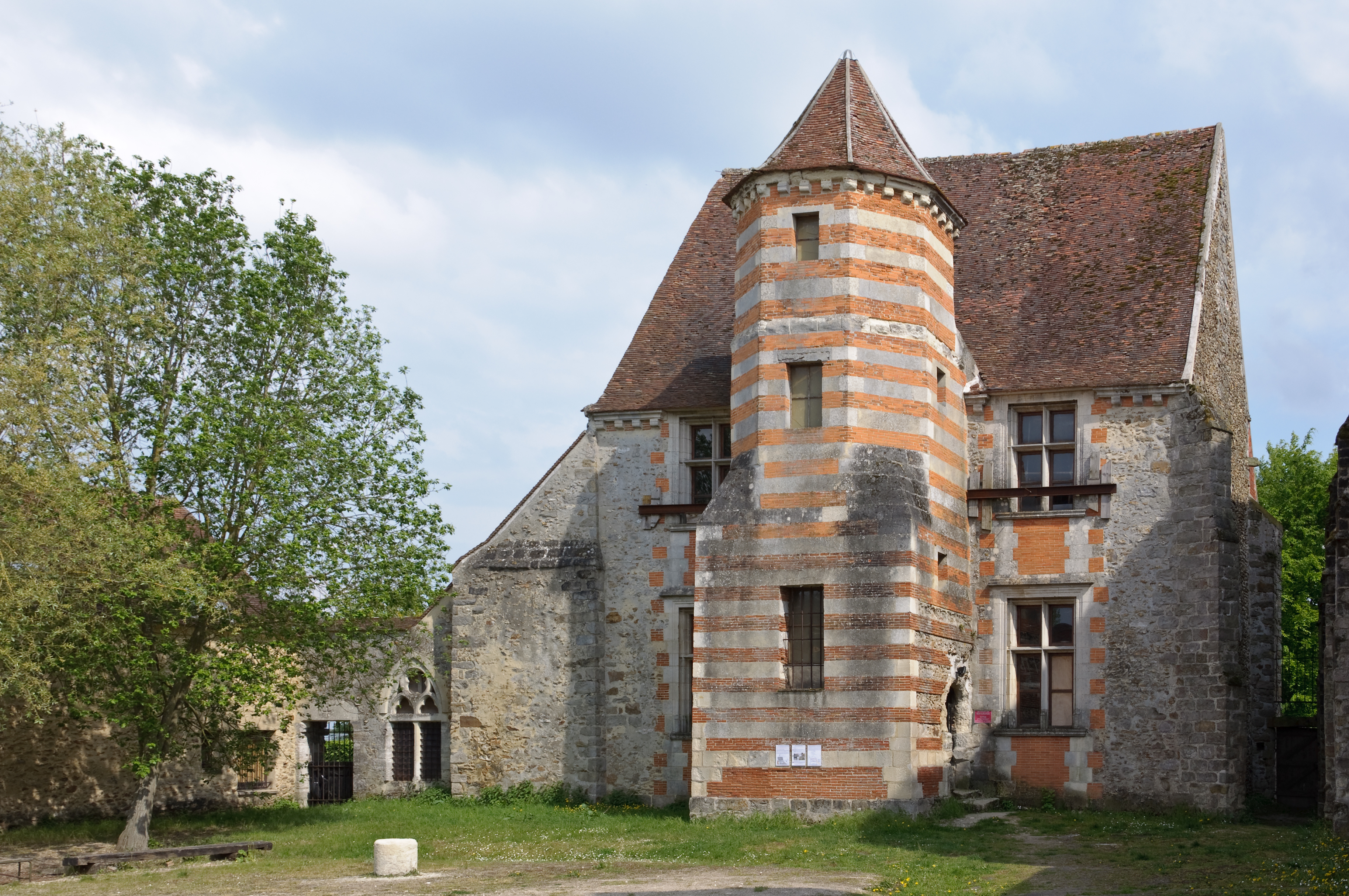
Commanderie de Coulommiers : le logis du commandeur.

La commanderie des Templiers, fut construite à partir de 1173, à la suite d'une donation du comte Henri palatin de Troyes. Endommagée durant la période révolutionnaire, vendue comme bien national en 1791, elle est transformée en exploitation agricole par son propriétaire d'alors, le fermier Pierre Josse. Elle gardera cette affectation pendant plus d'un siècle et demi, sous le nom de « Ferme de l'Hôpital » en référence aux Hospitaliers de Saint-Jean-de-Jérusalem. Sauvée de la démolition en 1966 par les multiples pétitions contre le maire de l'époque M. Daniel Tourneur préférant raser la commanderie pour construire des HLM, une campagne de restauration en fait désormais l'un des sites templiers les mieux conservés du nord de la France. On peut y voir une grange aux dîmes, un colombier, le logis du Commandeur, la chapelle Sainte-Anne, la salle du chapitre et la cave, ainsi qu'un jardin d'inspiration médiévale d'une surface de 4 000 m2. Le site est classé Monument historique depuis 1994. La commanderie de Bibartaut était située à proximité.
Le temple de l'Église réformée, rue Patras, a été construit en 1966.
L'église Notre-Dame-de-Toute-Joie est construit dans le quartier des Templiers (Ville-Haute) construit au XXe siècle.

#### Patrimoine civil

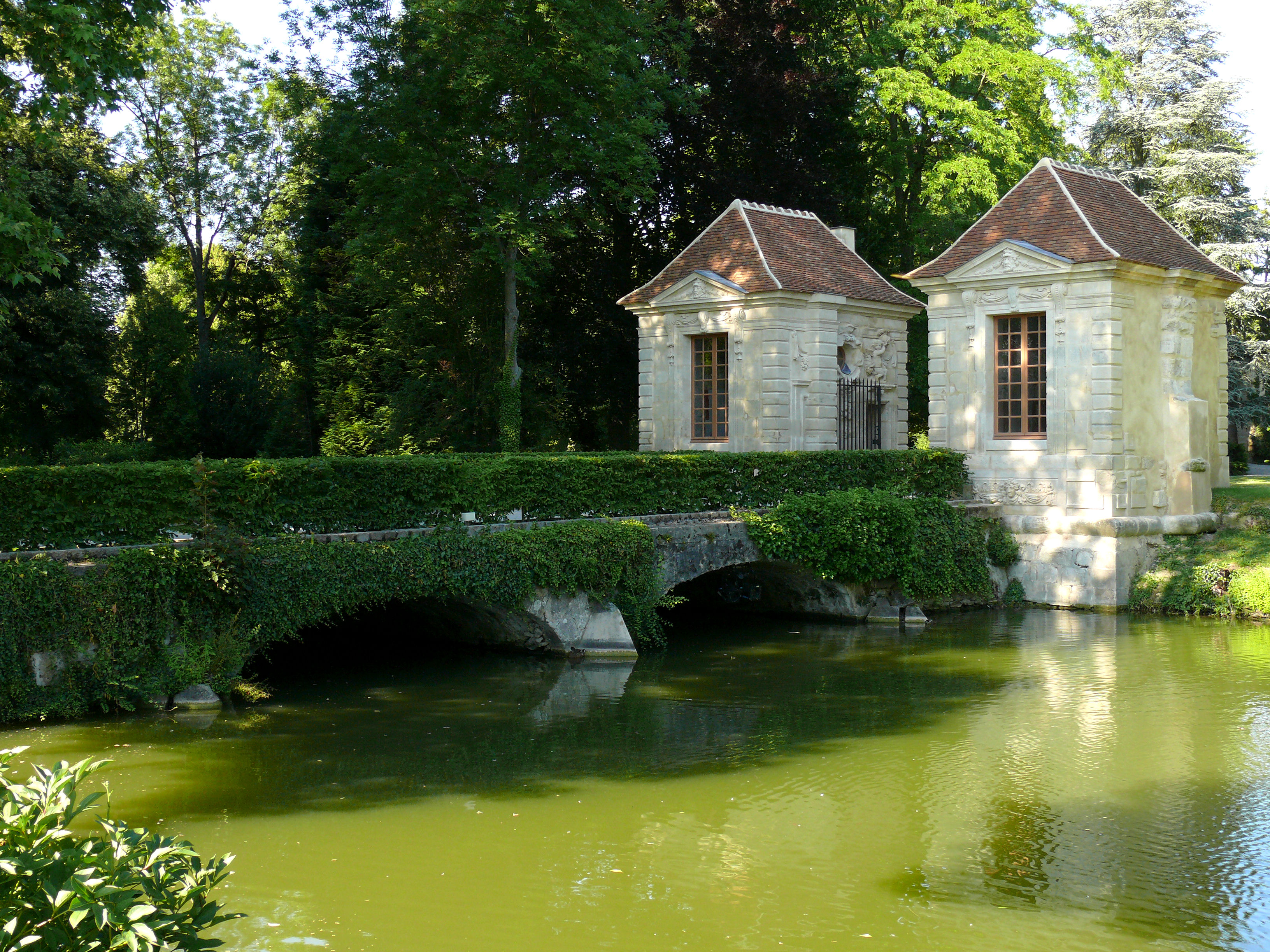
Pavillons des gardes de l'ancien château de Coulommiers construits par François Mansart, dans le parc des Capucins.

- Le parc des Capucins est le plus célèbre jardin public de la ville. Parc fleuri parmi les plus beaux d'Île-de-France[78]. Le château fort joua un rôle important au cours des guerres de Cent Ans et de religions[79]. Le château fut reconstruit au XVIIe siècle par Catherine de Gonzague, duchesse de Longueville. Le contrat de maçonnerie pour la reconstruction du château avait été signé le 3 janvier 1613 suivant les dessins de Salomon de Brosse[80],[81] et détruit au XVIIIe siècle par le duc de Luynes. Seuls demeurent les pavillons des gardes construits suivant les plans de François Mansart et une partie de l'aile du château. Dans le parc, la chapelle des Capucins (à l'intérieur de l'église Notre-Dame-des-Anges), construite en même temps que le château, peut-être par Charles du Ry qui est cité dans les comptes de construction du couvent, abrite le Musée municipal où sont exposées des collections historiques, archéologiques et des œuvres d'art. Il abrite les vestiges du château de Catherine de Gonzagues, ainsi que des plans d'eau autour des anciennes douves et quelques essences rares. Il fut sévèrement touché durant les tempêtes de 1999[30].

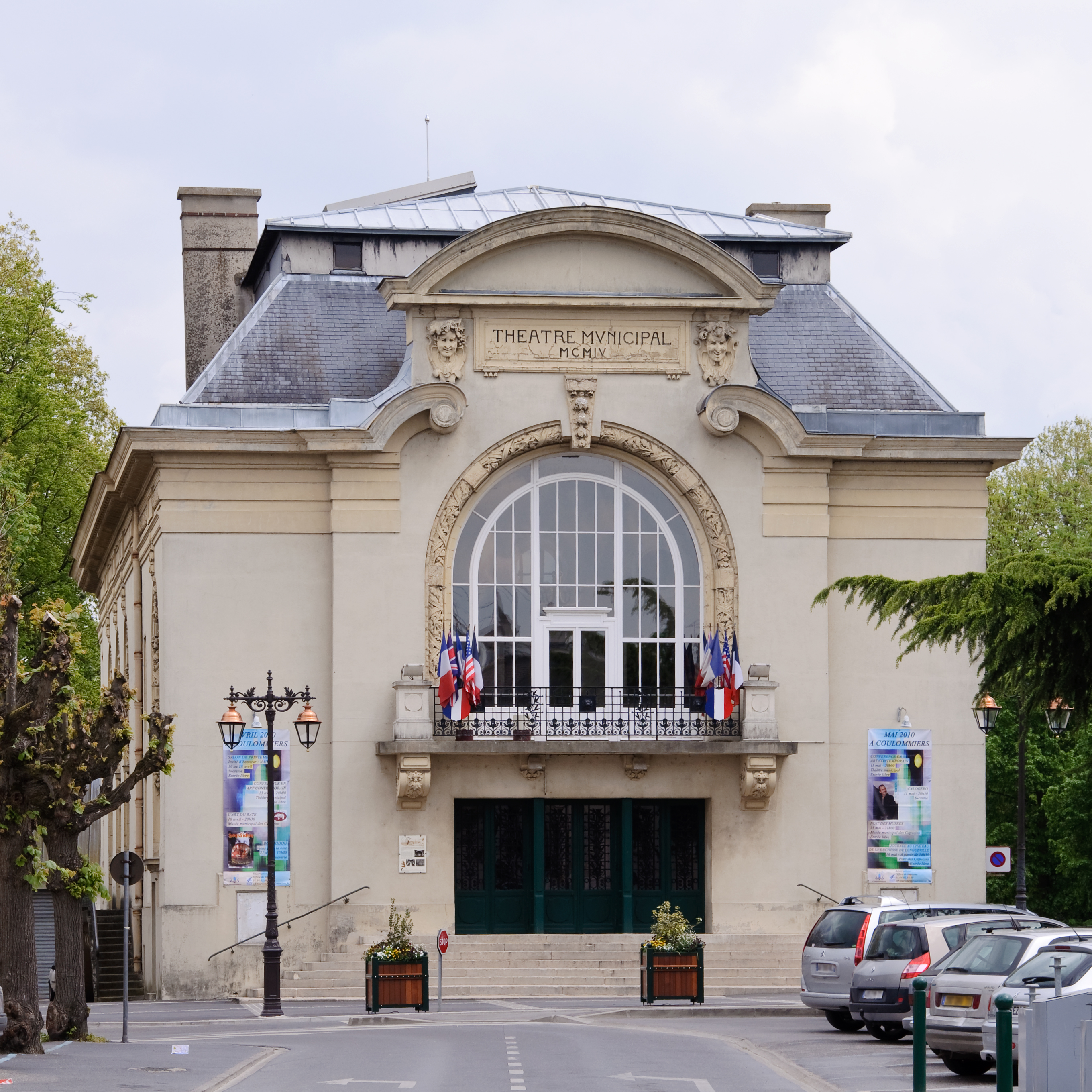
Théâtre municipal de Coulommiers.

- Le théâtre à l'italienne, conçu au début du XXe siècle, est dû aux architectes parisiens Charles Duval et Camille Robida (1880-1938). Il possède une façade monumentale en pierre de taille, percée d'une verrière et surmontée d'un fronton d'inspiration baroque. La date de 1904 est gravée au fronton. Le théâtre conserve toujours sa machinerie d'origine. Il est inscrit monument historique depuis 1994[82].

- La Halle aux fromages, dont le nom rappelle les marchés qui s'y déroulaient et qui étaient principalement destinés aux fromages de la Brie dont le Coulommiers. La construction de ce bâtiment est décidée par la municipalité le 24 juin 1887. En 1960, une campagne de restauration la dote de murs en béton, afin de prémunir les exposants contre le vent et le froid. En 1999, il est décidé de supprimer cette adjonction très critiquée, et de redonner à la halle son allure d'origine.

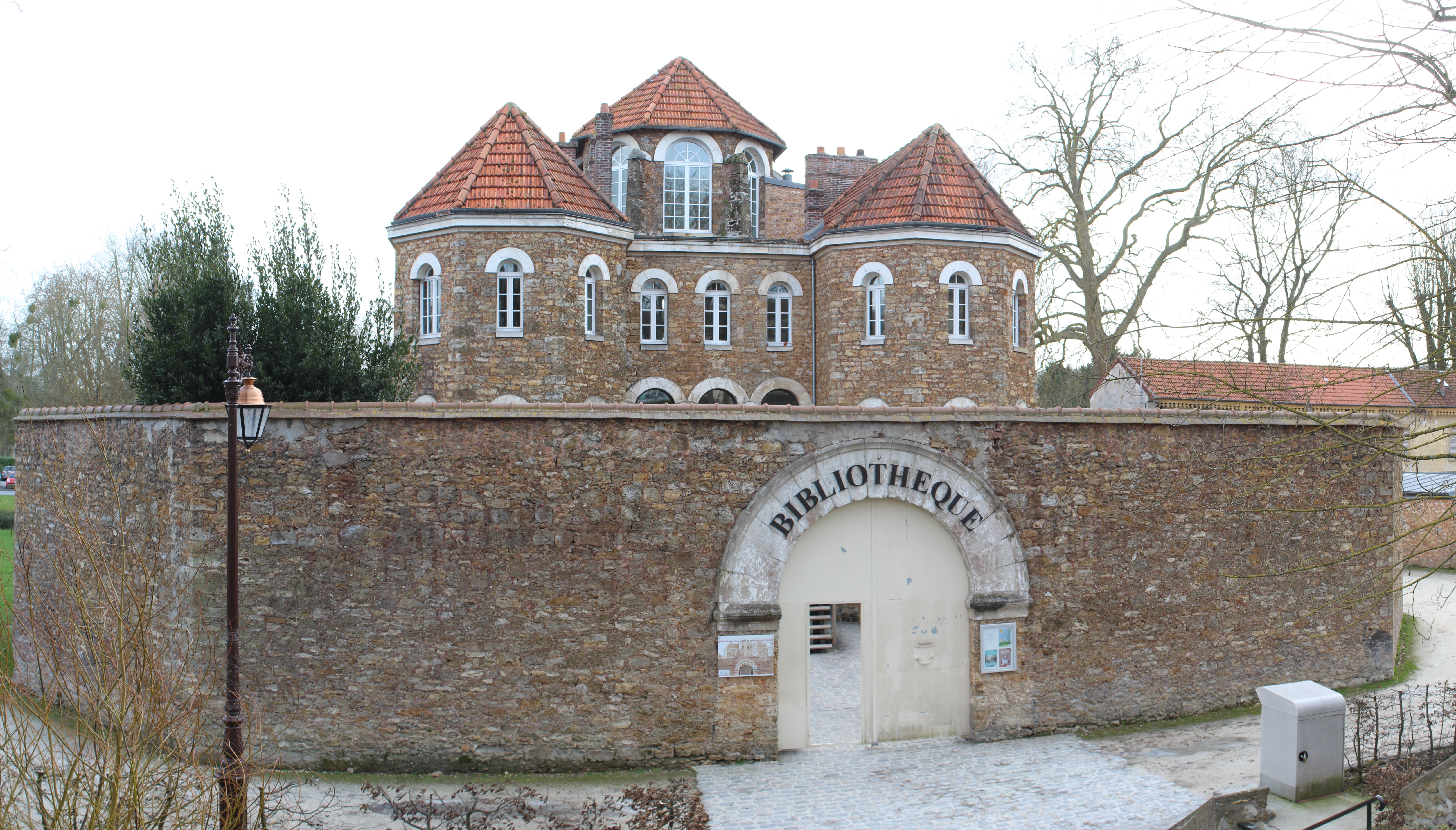
L'ancienne prison de Coulommiers, aujourd'hui bibliothèque municipale.

- L'ancienne prison, représentative du XIXe siècle, fut construite à partir de 1851, sur les plans de l'architecte du département de Seine-et-Marne Ernest Mangeon[83]. Elle a été construite sur le site de l'ancien prieuré Sainte-Foy qui avait été fondé au XIIe siècle[84]. Sa structure s'inspire des prisons de Meaux et de Fontainebleau dus au même architecte. La prison s'établit sur cinq niveaux, comptant trente-trois cellules individuelles, dont trois cachots de punition. Utilisée comme lieu d'internement des Résistants par l'occupant durant la Seconde Guerre mondiale, elle servit ensuite de maison d'arrêt jusqu'en 1958, puis de maison de correction jusqu'en 1969. Désaffectés, les bâtiments furent ensuite utilisés pour le tournage de plusieurs films et téléfilms, avant que le ministère de la Justice ne décide de la vente de l'ensemble en 1978. La ville fit valoir son droit de préemption et acquit l'ancienne prison pour la somme de 180 000 francs. Située au cœur de la ville et isolée sur une île délimitée par le brasset des Religieuses et le Grand Morin, elle est depuis peu aménagée en bibliothèque municipale.

- Située près du Palais de Justice, la maison Valentin de Boulogne est la maison natale du peintre Valentin de Boulogne (1591-1634), célèbre au XVIIe siècle pour la qualité de ses clairs-obscurs et ses scènes de la vie quotidienne. Le jardin de la maison du Bailli Huvier est un jardin d'agrément datant de 1750 dont Jean-Antoine Huvier du Mée, dernier bailli de Coulommiers, est le commanditaire.

#### Monuments disparus
Au cours de son histoire, la ville a perdu par destruction un certain nombre de monuments du Patrimoine. Aucune destruction n'a été le fait des guerres mondiales.
- La caserne Beaurepaire, à l'emplacement des immeubles de l'actuelle gendarmerie
- L'église Saint-Denys, démolie en 1968.
- Le couvent Sainte-Foy, démoli à la Révolution.
- La halle aux veaux, qui se trouvait sur l'actuelle place du 27-Août.
- Le château de la duchesse de Longueville, démonté avant son achèvement.
- La statue de Nicolas-Joseph Beaurepaire (1740-1792), due à Maximilien Louis Bourgeois (1839 - 1901) a disparu lors la Seconde Guerre mondiale. Une autre du même artiste, une copie de celle de Coulommiers, est présente à Angers, sur le pont de Verdun.

### Personnalités liées à la commune
- Françoise Pidoux (1582-1640), née à Coulommiers, mère du fabuliste français Jean de La Fontaine ;
- Nicolas-Joseph Beaurepaire (1740-1792), colonel, héros de la Révolution française dont le nom est gravé, parmi ceux des 558 officiers, sous l'Arc de Triomphe de l'Étoile. Sa statue à Coulommiers a disparu lors la Seconde Guerre mondiale ;
- Hector Japuis (1815-1880), né à Coulommiers, imprimeur sur étoffes à la Manufacture Japuis, puis maire de Claye-Souilly;
- Lucien Berthault (1854-1935), né à Coulommiers, peintre français ;
- René Arbeltier (1897-1979), médecin, député (1936-1958) socialiste SFIO puis PSU, résistant, maire à la Libération de la France, initiateur de la loi créant les médecins hospitaliers à temps plein ;
- André Dhôtel (1900-1991), écrivain, prix Femina en 1955 pour Le Pays où l'on n'arrive jamais fut professeur de philosophie au lycée Jules-Ferry de Coulommiers (1943-1961) ;
- Bertrand Flornoy (1910-1980), maire de Coulommiers, député UNR (1964-1978), explorateur ayant effectué de nombreuses recherches dans les sources de l'Amazone et publications sur le peuple inca, président de la Société des explorateurs français ;
- Yvette Troispoux (1914-2007), née à Coulommiers, photographe ;
- Renée Doria (1921-2021), soprano colorature française, morte à Coulommiers[85] ;
- Louis de Funès (1914-1983) y a passé une partie de sa scolarité[86] ;
- Philippe Bouvard (né en 1929 dans la commune), journaliste, humoriste, présentateur de radio et de télévision, écrivain, auteur de théâtre et dialoguiste au cinéma[87] ;
- André Roussimoff (1946-1993), dit « André The Giant », ancien catcheur de la World Wrestling Federation, né dans la commune[88] ;
- Guy Drut (né en 1950), champion olympique du 110 mètres haies, député RPR puis UMP (1988-2007), maire de Coulommiers (1992-2008), ministre de la jeunesse et des Sports ;
- Luc Besson (né en 1959), réalisateur, producteur et scénariste français, ancien élève au lycée Jules-Ferry de Coulommiers[89] ;
- Benjamin Tranié (né en 1989), humoriste et chroniqueur radio
- Baptiste Libé-Philippot (né en 1989), neurobiologiste, ancien élève au collège La Fayette et au lycée Jules Ferry

### Coulommiers dans les arts et la culture
Coulommiers a servi de lieu de tournage à :
- 1960 : Le Capitan de André Hunebelle[90]
- 1982 : On n'est pas sorti de l'auberge de Max Pécas
- 1988 : Une affaire de femmes de Claude Chabrol[91]
- 1995 : Les Misérables de Claude Lelouch[91]
- 2000 : Victoire ou la Douleur des femmes de Nadine Trintignant (Téléfilm)
- 2005 : L'Empire des loups de Chris Nahon[91]
- 2009 : Eden à l'ouest de Costa-Gavras[92]
- 2012 : Adieu Berthe de Bruno Podalydès

Coulommiers a servi de référence à :
- 1961 : La Princesse de Clèves de Jean Delannoy

### Héraldique
| Blason de Coulommiers | Blason  | D’azur au colombier rond d’or maçonnée de sable, sommé d’une lanterne couverte en boule d’argent et girouettée d’or, la porte fermée et ferrée et celle de la lanterne de même, le dit colombier accosté de deux serpents aussi d’or langués de gueules, affrontés et entrelacés par la queue en pointe, la lanterne adextrée en chef de quatre colombes d’argent dont deux sortent et deux rentrent, et senestrée de quatre colombes aussi d’argent,dont trois rentrent et une sort. Ornements extérieursCroix de guerre 1914-1918, attribuée par décret le 19 novembre 1920 et remise par le Sous-secrétaire d'État aux régions libérées, Georges Lugol le 30 janvier 1921,. |
| Blason de Coulommiers | Détails | Le blason de Coulommiers représentent un colombier surmonté d'une couronne d'épis qu'entoure la devise en latin : « Prudentes ut serpentes, simplices ut columbae » (Prudents comme des serpents, simples comme des colombes). Cette devise est tirée d'un passage de la Bible : « Voilà que je vous envoie comme des brebis au milieu des loups. Soyez donc prudents comme les serpents et simples comme les colombes » (Évangile selon Matthieu, chapitre 10, verset 16). Le statut officiel du blason reste à déterminer. |

## Pour approfondir